# Бэрроу, Эррол
Эррол Бэрроу (англ. Errol Walton Barrow; 21 января 1920, Сент-Люси — 1 июня 1987, Бриджтаун) — первый премьер-министр Барбадоса. Родился в городе Сент-Люси, в семье политических и гражданских активистов. Эролл учился в Harrison College, его сестра Нита Барроу — генерал-губернатор Барбадоса в 1990—1995 годах.

## Биография

### Ранняя карьера
Эролл Бэрроу служил в Королевских военно-воздушных войсках во время Второй мировой войны. Он был зачислен в авиацию 31 декабря 1940 года и участвовал в 45 боевых вылетах на европейском театре боевых действий. В 1945 году он стал офицером и личным пилотом главнокомандующего Британской зоны оккупации Германии, сэра Уильяма Шолто Дугласа.
После Второй мировой войны Бэрроу изучал право и экономику в Лондонской школе экономики в 1949—1950 годах. Он также был председателем Совета студентов. Среди его сокурсников были: Форбс Бэрнхем, Майкл Мэнли, Пьер Трюдо, и Ли Кван Ю, им всем было суждено стать политическими лидерами в своих странах.
Эролл вернулся на Барбадос в 1950 году. В 1951 году он вступает в Лейбористскую партию Барбадоса (ЛПБ), от которой затем был избран в парламент Барбадоса. Приверженность антиколониальным взглядам появилась у него во время его студенческих лет в Лондоне, он был недоволен поэтапным подходом к изменениям в британской политике. В 1955 году он основал Демократическую лейбористскую партию Барбадоса как левую альтернативу Лейбористской партии Барбадоса. В 1961 году его партия выиграла парламентские выборы. Бэрроу стал первым премьер-министром Барбадоса с 1961 по 1966 годы, после объявления независимости от Великобритании. После отставки с поста премьер-министра он сначала служил министром финансов, а затем министром иностранных дел в течение десяти лет.
Барроу был сторонником региональной интеграции, в 1965 году он основал «Caribbean Free Trade Association» (CARIFTA). Восемь лет спустя CARIFTA была переименована в CARICOM, помимо Барроу, в него входили Форбс Бэрнхем из Гайаны, доктор Эрик Уильямс из Тринидада и Майкл Мэнли из Ямайки. CARICOM был создан для укрепления политических и экономических отношений между странами Британского содружества Карибского бассейна.

### Годы в оппозиции
После провала на выборах в 1971 году его партия ДЛП два года вела ожесточенную борьбу за отмену конституционных поправок, предлагавшихся правительством. Бэрроу выступал с публичными комментариями по поводу этих поправок и резко критиковал за незначительные процедурные изменения в порядке назначения судей. На фоне общего экономического спада, поразившего тогда большинство стран Карибского бассейна, общественное мнение менялось, и на выборах 1976 года партия ДЛП провалилась.
Как неукротимый защитник суверенитета, он выступал категорически против иностранного вмешательства в дела стран Карибского бассейна. Как лидер оппозиции в 1983 году он выступал решительно против вторжения США в Гренаду. Бэрроу критиковал других карибских лидеров, прибывавших в Вашингтон в надежде получить экономические выгоды от США.

### Снова премьер-министр
В мае 1986 года, после 10 лет в оппозиции Барроу был вновь избран премьер-министром. В результате выборов ДЛПБ получила 24 из 27 мест в Парламенте Барбадоса. Избирательная кампания была отмечена тем что он дал интервью на политическом митинге за две недели до выборов. В этом интервью Барроу риторически спросил барбадосцев какое будущее они увидели для себя, когда смотрели в зеркало; жить как эмигранты в развитых странах, или остановиться на строительстве сильной и независимой республики Барбадос, чтобы соперничать с другими малыми государства, такими как Сингапур.
Его переизбрание служит катализатором для возрождающегося национализма в регионе, который по большому счету был подчинен политике США в начале 1980-х. Барроу, не теряя времени дистанцируется от «нищего менталитета» своих предшественников Тома Адамса и Харольда Бернарда Сент-Джона. В своей первой пресс-конференции в качестве премьер-министра он сослался на Рейгана — «ковбой в Белом доме». В интервью для британских журналистов он охарактеризовал президента Соединенных Штатов в качестве «зомби» — он запрограммирован, очень опасный человек.
Барроу называл Вашингтон опасным не только для карибских государств, но и для таких стран как Канада и Великобритания — которых он охарактеризовал как ближайших союзников Барбадоса. Его политические противники считают его нападки на Рейгана это «тактически глупо», но для большинства барбадосцев его откровенность означала, то что «Шкипер» вернулся.
Через год после его переизбрания, премьер-министр Эррол Барроу умер в своем доме 1 июня 1987 года, после второго избрания премьер-министром.

## Также
- Политики Барбадоса
- Список премьер-министров Барбадоса